# Winnington
Winnington – wieś w Anglii, w hrabstwie ceremonialnym Cheshire, w dystrykcie (unitary authority) Cheshire West and Chester, w civil parish Northwich. W 1931 roku civil parish liczyła 1268 mieszkańców. Thorne jest wspomniana w Domesday Book (1086) jako Wenitone.